# Andrei Andrejewitsch Smirnow

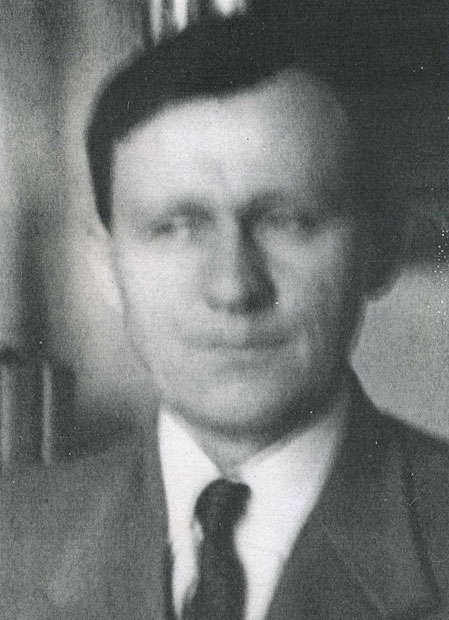
Andrei A. Smirnow

Andrei Andrejewitsch Smirnow (russisch Андрей Андреевич Смирнов; * 15. Oktober 1905 in Moskau; † 26. Februar 1982) war ein sowjetischer Politiker (KPdSU) und Diplomat. Er war stellvertretender Außenminister sowie sowjetischer Botschafter in der Republik Österreich, in der Bundesrepublik Deutschland und der Republik Türkei.

## Leben
Smirnow studierte Rechtswissenschaft und Planungsökonomie in Leningrad. 1936 trat er in den Diplomatischen Dienst der Sowjetunion ein. Von 1937 bis zum deutschen Überfall auf die Sowjetunion am 21. Juni 1941, der den Abbruch der diplomatischen Beziehungen zur Folge hatte, war Smirnow Presseattaché beziehungsweise Botschaftsrat an der sowjetischen Botschaft in Berlin. Von Juni 1941 bis September 1943 war er sowjetischer Botschafter in Teheran. Anschließend leitete er von 1943 bis 1949 die III. Europäische Abteilung des Volkskommissariats beziehungsweise des Ministeriums für Auswärtige Angelegenheiten der UdSSR. 1945 war er als Berater für die Sowjetische Militäradministration in Deutschland tätig. Von 1946 bis 1949 wirkte er zudem als stellvertretender Minister für Auswärtige Angelegenheiten der RSFSR. Smirnow galt als Experte für Fragen der Deutschland- sowie Mittel- und Osteuropapolitik. Er war Mitglied der sowjetischen Delegationen auf den alliierten Konferenzen von Teheran 1943, London 1947 und Paris 1949.
Von März bis Oktober 1956 war er sowjetischer Botschafter in Wien, von Oktober 1956 bis Mai 1966 Botschafter in Bonn und anschließend von Mai 1966 bis Juni 1969 Botschafter in Ankara. Von 1969 bis 1973 war er einer der stellvertretenden Außenminister der UdSSR. Von 1970 bis 1973 fungierte er als Vorsitzender der sowjetischen UNESCO-Kommission.
1981/82 war Smirnow Kandidat des ZK der KPdSU.